# James Kwalia
James Kwalia (ur. 12 czerwca 1984 w Prowincji Rift Valley) – kenijski lekkoatleta, długodystansowiec, od 2004 reprezentujący Katar.

## Osiągnięcia
- brązowy medal na mistrzostwach świata juniorów młodszych (bieg na 3000 m, Debreczyn 2001)
- 2. miejsce w Światowym Finale IAAF (bieg na 3000 m, Monako 2004)
- brązowy medal mistrzostw świata w biegach przełajowych (drużynowo, krótki dystans, Saint-Étienne 2005)
- złoto mistrzostw Azji (bieg na 5000 m, Inczon 2005)
- złoty medal podczas igrzysk azjatyckich (bieg na 5000 m, Doha 2006)
- złoto mistrzostw świata wojskowych (bieg na 5000 m, Sofia 2009)
- brąz mistrzostw świata (bieg na 5000 m, Berlin 2009)
- złoto halowych igrzysk azjatyckich (bieg na 3000 m, Hanoi 2009)
- złoty medal mistrzostw Azji (bieg na 5000 m, Guangdong 2009)
- złoto halowych mistrzostw Azji (bieg na 3000 m, Teheran 2010)
- 8. miejsce w halowych mistrzostwach świata (bieg na 3000 m, Doha 2010)
- srebrny medal igrzysk azjatyckich (bieg na 5000 m, Kanton 2010)

W 2008 reprezentował Katar na igrzyskach olimpijskich w Pekinie, gdzie zajął 8. miejsce w biegu na 5000 metrów.

## Rekordy życiowe
- bieg na milę – 3:50.39 (2003)
- bieg na 3000 m – 7:28.28 (2004)
- bieg na 5000 m – 12:54.58 (2003)